# Pobre mariposa
 Pobre mariposa  es una película de Argentina filmada en Eastmancolor dirigida por Raúl de la Torre sobre su propio guion escrito en colaboración con Aída Bortnik que se estrenó el 8 de mayo de 1986 y que tuvo como actores principales a Graciela Borges, Lautaro Murúa, Pepe Soriano, Víctor Laplace y Bibi Andersson.

## Sinopsis
A mediados de la década de 1940 y con el trasfondo de la Segunda Guerra Mundial y del nacimiento del peronismo, una locutora radial de familia judía recibe la noticia de la muerte de su padre, presuntamente asesinado.

## Reparto
- Graciela Borges como Clara
- Lautaro Murúa como Julio
- Pepe Soriano como Shloime
- Víctor Laplace como José
- Cipe Lincovsky como Juana
- Ana María Picchio como Irma
- Cacho Fontana
- Augusto Bonardo
- Bibi Andersson como Gertrud
- Fernando Fernán Gómez como Exiliado español
- Duilio Marzio
- Luis Minces
- Jacques Arndt
- Bela Ariel
- Juan Peña
- Vicky Olivares
- Aldo Braga
- Humberto Serrano
- Liliana Brailovsky
- Sara Aicen
- Solange Matou
- Verónica A. Martínez
- Lucila Morgenstern
- China Zorrilla
- José Andrada
- Isidoro Chiodi
- Rosario Bléfari
- Carlos Roffé
- Susana Fachal como extra
- Marcos Woinsky

## Comentarios
Carmen Rivarola en La Prensa escribió:

«Son muchos, demasiados, los hilos que trenzan esta madeja.»

La Nación opinó:

«Resulta inexplicable que una de las producciones  nacionales en las que más esperanzas cifraba la industria local se convirtiera en un acto fallido.»

Clarín dijo:

«Propuesta rica y enfoque dispar.»

Manrupe y Portela escriben:

«El nazismo, el judaísmo, el 17 de octubre, en un tratamiento pretencioso que termina más cerca de Días de radio (Radio Days, Woody Allen, Estados Unidos, 1987) que en un revisionismo serio.»

## Premios
Festival de Cine de Bogotá de 1987
- Premio Círculo Precolombino de Oro  a la mejor película sudamericana.
- Premio a la Mejor Actriz en una película sudamericana a Graciela Borges.
- Premio al Mejor Guion para Aída Bortnik
- Premio a la Mejor Escenografía

Festival de Cannes de 1986
- Candidato al Premio Palma de Oro, Rál de la Torre.

Festival de Cine Iberoamericano de Huelva de 1986
- Premio Colón de Oro para Raúl de la Torre